# Persone di nome Johan
| Questa pagina contiene informazioni ricavate automaticamente dalle voci biografiche con l'ausilio del template Bio e di un bot. L'aggiornamento è periodico e automatico e ricostruisce completamente la pagina. Se manca una persona in questa lista, sei pregato di non aggiungerla, ma accertati piuttosto che la sua voce biografica contenga il template Bio e che i dati anagrafici siano correttamente compilati. Se il template Bio manca, inseriscilo tu stesso o, in alternativa, metti l'avviso {{tmp\|Bio}} che ne segnala la mancanza. Se i dati riportati sono sbagliati, correggi direttamente la voce biografica; le modifiche saranno visibili in questa lista entro pochi giorni. Per chiarimenti vedi il progetto antroponimi. La lista contiene solo le 353 persone che sono citate nell'enciclopedia e per le quali è stato implementato correttamente il template Bio. Pagina aggiornata al 6 ago 2025. |

Questa è una lista di persone presenti nell'enciclopedia che hanno il nome Johan, suddivise per attività principale.

## Allenatori di calcio(9)
- Johan Andersson, allenatore di calcio e calciatore svedese (Landskrona, n. 1983)
- Jordi Cruijff, allenatore di calcio, dirigente sportivo e ex calciatore olandese (Amsterdam, n. 1974)
- Johan Lindholm, allenatore di calcio e ex calciatore svedese (n. 1988)
- Johan Paulsson, allenatore di calcio e ex calciatore svedese (Råå, n. 1970)
- Johan Plat, allenatore di calcio e ex calciatore olandese (Purmerend, n. 1987)
- Johan Sandahl, allenatore di calcio svedese (Hovmantorp, n. 1979)
- Marcus Thorbjörnsson, allenatore di calcio e ex calciatore svedese (Göteborg, n. 1987)
- Johan Vonlanthen, allenatore di calcio e ex calciatore colombiano (Santa Marta, n. 1986)
- Johan Walem, allenatore di calcio e ex calciatore belga (Soignies, n. 1972)

## Allenatori di hockey su ghiaccio(1)
- Johan Åkerman, allenatore di hockey su ghiaccio e ex hockeista su ghiaccio svedese (Stoccolma, n. 1972)

## Allenatori di pallacanestro(1)
- Jan Janbroers, allenatore di pallacanestro olandese (Amsterdam, n. 1928 - Lommel, † 2006)

## Allenatori di tennis(1)
- Johan Van Herck, allenatore di tennis e ex tennista belga (Herentals, n. 1974)

## Ammiragli(3)
- Johan Pitka, ammiraglio estone (Jalgsema, n. 1872 - Läänemaa, † 1944)
- Johan Jasper Abraham van Staveren, ammiraglio olandese (Geertruidenberg, n. 1889 - Oceano Indiano, † 1942)
- Johan Zoutman, ammiraglio olandese (Reeuwijk, n. 1724 - L'Aia, † 1793)

## Arbitri di calcio(1)
- Johan Hamel, arbitro di calcio francese (Saint-Rambert-d'Albon, n. 1980 - Nîmes, † 2022)

## Architetti(2)
- Johan Axel Eriksson, architetto e inventore svedese (Österfärnebo, n. 1888 - Österfärnebo, † 1961)
- Fredrik Lilljekvist, architetto svedese (Stoccolma, n. 1863 - Stoccolma, † 1932)

## Arcivescovi cattolici(1)
- Johan Håkansson, arcivescovo cattolico svedese († 1432)

## Arcivescovi luterani(3)
- Johan Baazius il Giovane, arcivescovo luterano svedese (Jönköping, n. 1626 - Uppsala, † 1681)
- Johan August Ekman, arcivescovo luterano e teologo svedese (Hjälstad, n. 1845 - † 1913)
- Johan Olof Wallin, arcivescovo luterano e poeta svedese (Stora Tuna, n. 1779 - Uppsala, † 1839)

## Astronomi(4)
- Oskar Backlund, astronomo svedese (Länghem, n. 1846 - Pulkovo, † 1916)
- Hugo Gyldén, astronomo finlandese (Helsinki, n. 1841 - Stoccolma, † 1896)
- Johan Philip Lansberg, astronomo e prete olandese (Gand, n. 1561 - Middelburg, † 1632)
- Johan Stein, astronomo e gesuita olandese (Grave, n. 1871 - Roma, † 1951)

## Attivisti(1)
- Jo van Dijk, attivista olandese (Amsterdam, n. 1912 - Sint Annaparochie, † 1988)

## Attori(5)
- Johan Heldenbergh, attore, drammaturgo e regista belga (Wilrijk, n. 1967)
- Johan Leysen, attore belga (Hasselt, n. 1950 - Gent, † 2023)
- Johan Libéreau, attore francese (Parigi, n. 1984)
- Warner Oland, attore svedese (Nyby, n. 1879 - Stoccolma, † 1938)
- Johan Widerberg, attore svedese (Stoccolma, n. 1974)

## Attori pornografici(1)
- Johan Paulik, attore pornografico slovacco (Bratislava, n. 1975)

## Aviatori(1)
- Martin Schröder, aviatore e imprenditore olandese (Amsterdam, n. 1931 - Noordwijk, † 2024)

## Bassisti(1)
- Johan DeFarfalla, bassista e politico svedese (Stoccolma, n. 1971)

## Biologi(1)
- Friedrich Miescher, biologo svizzero (Basilea, n. 1844 - Davos, † 1895)

## Botanici(6)
- Johan Erhard Areschoug, botanico svedese (Göteborg, n. 1811 - † 1887)
- Johan Israel Axel Arrhenius, botanico finlandese (Tavastehus, n. 1858 - Uppsala, † 1950)
- Johan Frederik Gronovius, botanico olandese (Leida, n. 1686 - † 1762)
- Johan Martin Christian Lange, botanico e micologo danese (Ødstedgaard, n. 1818 - Copenaghen, † 1898)
- Albert Loefgren, botanico svedese (Stoccolma, n. 1854 - Rio de Janeiro, † 1918)
- Johan Coenraad van Hasselt, botanico, zoologo e micologo olandese (Doesburg, n. 1797 - Bogor, † 1823)

## Canottieri(1)
- Johan Burk, canottiere olandese (Amsterdam, n. 1887)

## Cantanti(4)
- Danzel, cantante belga (Beveren, n. 1976)
- Johan Hegg, cantante svedese (Stoccolma, n. 1973)
- Familjen, cantante e produttore discografico svedese (Hässleholms församling, n. 1976)
- Johan Liiva, cantante svedese (Helsingborg, n. 1970)

## Cartografi(1)
- Johan Gustaf Renat, cartografo e militare svedese (n. 1682 - † 1744)

## Cavalieri(2)
- Åge Lundström, cavaliere svedese (Stoccolma, n. 1890 - Landskrona, † 1975)
- Robert Selfelt, cavaliere svedese (n. 1903 - Karlsborg, † 1987)

## Cestisti(6)
- Johan Grebongo, cestista centrafricano (Bangui, n. 1994)
- Joachim Jerichow, ex cestista danese (Hillerød, n. 1969)
- Johan Löfberg, cestista svedese (St. Nikolaj, n. 1995)
- Johan Passave-Ducteil, cestista francese (Noisy-le-Grand, n. 1985)
- Johan Petro, ex cestista francese (Parigi, n. 1986)
- Joey van Zegeren, cestista olandese (Hoogeveen, n. 1990)

## Chimici(7)
- Johan Afzelius, chimico svedese (Larv, n. 1753 - Uppsala, † 1837)
- Johan August Arfwedson, chimico svedese (Skagersholm, n. 1792 - Hedensö, † 1841)
- Johan Gadolin, chimico, mineralogista e geologo finlandese (Turku, n. 1760 - Mynämäki, † 1852)
- Johan Gottlieb Gahn, chimico svedese (Voxnabruk, n. 1745 - Falun, † 1818)
- Johan Kjeldahl, chimico danese (Copenaghen, n. 1849 - Tisvildeleje, † 1900)
- Hjalmar Lundbohm, chimico e geologo svedese (Ödeborg, n. 1855 - Kiruna, † 1926)
- Johan Gottschalk Wallerius, chimico e mineralogista svedese (Stora Mellösa, n. 1709 - Uppsala, † 1785)

## Chitarristi(2)
- Johan Hallgren, chitarrista, polistrumentista e compositore svedese (Stoccolma, n. 1975)
- Johan Reinholdz, chitarrista svedese (n. 1980)

## Ciclisti su strada(15)
- Johan Bruyneel, ex ciclista su strada e dirigente sportivo belga (Izegem, n. 1964)
- Johan Capiot, ex ciclista su strada belga (Rijkhoven, n. 1964)
- Johan Coenen, ex ciclista su strada belga (Wellen, n. 1979)
- Johan De Muynck, ex ciclista su strada belga (Waarschoot, n. 1948)
- Erik Friborg, ciclista su strada svedese (Stoccolma, n. 1893 - Hounslow, † 1968)
- Johan Jacobs, ciclista su strada e ciclocrossista svizzero (Zurigo, n. 1997)
- Johan Lammerts, ex ciclista su strada olandese (Bergen op Zoom, n. 1960)
- Johan Le Bon, ciclista su strada francese (Lannion, n. 1990)
- Johan Meens, ciclista su strada belga (Hombourg, n. 1999)
- Johan Melsen, ex ciclista su strada belga (Roosendaal, n. 1968)
- Johan Museeuw, ex ciclista su strada e ciclocrossista belga (Varsenare, n. 1965)
- Johan Price-Pejtersen, ciclista su strada e pistard danese (Frederiksberg, n. 1999)
- Johan Vansummeren, ex ciclista su strada belga (Lommel, n. 1981)
- Johan van der Velde, ex ciclista su strada olandese (Rijsbergen, n. 1956)
- Johan Verstrepen, ex ciclista su strada belga (Herentals, n. 1967)

## Compositori(5)
- Johan Dalgas Frisch, compositore, ingegnere e ornitologo brasiliano (San Paolo, n. 1930 - San Paolo, † 2024)
- Johan Peter Emilius Hartmann, compositore danese (Copenaghen, n. 1805 - Copenaghen, † 1900)
- Johan Helmich Roman, compositore, violinista e oboista svedese (Stoccolma, n. 1694 - Haraldsmåla, † 1758)
- Jean Sibelius, compositore e violinista finlandese (Hämeenlinna, n. 1865 - Järvenpää, † 1957)
- Johan Svendsen, compositore, direttore d'orchestra e violinista norvegese (Oslo, n. 1840 - Copenaghen, † 1911)

## Compositori di scacchi(3)
- Axel Åkerblom, compositore di scacchi svedese (Avesta, n. 1904 - Avesta, † 1980)
- Hilding Fröberg, compositore di scacchi svedese (Härnösand, n. 1918 - † 1999)
- Johan Scheel, compositore di scacchi norvegese (Christiania, n. 1889 - Oslo, † 1958)

## Danzatori(1)
- Johan Kobborg, ballerino, coreografo e direttore artistico danese (Odense, n. 1972)

## Direttori d'orchestra(1)
- Andreas Hallén, direttore d'orchestra e compositore svedese (Göteborg, n. 1846 - † 1925)

## Dirigenti d'azienda(1)
- Johan Willemen, dirigente d'azienda belga (Anversa, n. 1951)

## Dirigenti sportivi(1)
- Johan Devos, dirigente sportivo, ex ciclista su strada e pistard belga (Gand, n. 1966)

## Disc jockey(1)
- Johan Gielen, disc jockey belga (Mol, n. 1968)

## Drammaturghi(1)
- August Strindberg, drammaturgo, scrittore e poeta svedese (Stoccolma, n. 1849 - Stoccolma, † 1912)

## Ecologi(1)
- Johan Rockström, ecologo svedese (n. 1965)

## Economisti(2)
- Johan Åkerman, economista svedese (Stoccolma, n. 1896 - † 1982)
- Knut Wicksell, economista svedese (Stoccolma, n. 1851 - Stocksund, † 1926)

## Editori(1)
- Johan Polak, editore, saggista e traduttore olandese (Amsterdam, n. 1928 - Arnhem, † 1992)

## Esploratori(2)
- Johan Reinhard, esploratore e antropologo statunitense (Joliet, n. 1943)
- Jan van Riebeeck, esploratore olandese (Culemborg, n. 1619 - Giacarta, † 1677)

## Filologi(2)
- Johan Ludvig Heiberg, filologo classico e grecista danese (Aalborg, n. 1854 - Copenaghen, † 1928)
- Johan Nicolai Madvig, filologo classico, latinista e politico danese (Svaneke, n. 1804 - Copenaghen, † 1886)

## Filosofi(1)
- Johan Braeckman, filosofo belga (Wetteren, n. 1965)

## Fondisti(5)
- Mathias Fredriksson, ex fondista svedese (Uddevalla, n. 1973)
- Arthur Häggblad, fondista svedese (Nordmaling, n. 1908 - Stoccolma, † 1989)
- Johan Häggström, fondista svedese (Kalix, n. 1992)
- Johan Kjølstad, ex fondista norvegese (Levanger, n. 1983)
- Johan Olsson, ex fondista svedese (Västerås, n. 1980)

## Funzionari(1)
- Johan Hadorph, funzionario svedese (Addorp, n. 1630 - Stoccolma, † 1693)

## Generali(2)
- Woldemar Hägglund, generale finlandese (Helsinki, n. 1893 - Hirvensalmi, † 1963)
- Johan Laidoner, generale estone (Viiratsi, n. 1884 - Vladimir, † 1953)

## Ginnasti(3)
- Johan Jarlén, ginnasta svedese (Göteborg, n. 1880 - Göteborg, † 1955)
- Johan Kemp, ginnasta finlandese (n. 1881 - † 1941)
- Eino Railio, ginnasta finlandese (n. 1886 - † 1970)

## Giocatori di baseball(1)
- Johan Santana, ex giocatore di baseball venezuelano (Tovar, n. 1979)

## Giocatori di beach soccer(1)
- Johan Nicodemi, giocatore di beach soccer francese (n. 1983)

## Giocatori di calcio a 5(1)
- Johan Lamotte, ex giocatore di calcio a 5 belga (n. 1962)

## Giocatori di curling(2)
- Johan Petter Åhlén, giocatore di curling svedese (Ål, n. 1879 - † 1939)
- Niklas Edin, giocatore di curling svedese (Örnsköldsvik, n. 1985)

## Giocatori di football americano(1)
- Johan Hallgren, giocatore di football americano svedese

## Giuristi(1)
- Johan Søhr, giurista norvegese (Sannidal, n. 1867 - Bærum, † 1949)

## Hockeisti su ghiaccio(6)
- Johan Davidsson, ex hockeista su ghiaccio svedese (Jönköping, n. 1976)
- Johan Franzén, ex hockeista su ghiaccio svedese (Vetlanda, n. 1979)
- Johan Gustafsson, hockeista su ghiaccio svedese (Köping, n. 1992)
- Johan Hedberg, ex hockeista su ghiaccio svedese (Nacka, n. 1973)
- Johan Holmqvist, hockeista su ghiaccio svedese (n. 1978)
- Johan Sundström, hockeista su ghiaccio svedese (Göteborg, n. 1992)

## Hockeisti su prato(1)
- Han Drijver, hockeista su prato olandese (Eindhoven, n. 1927 - Vlaardingen, † 1986)

## Imprenditori(2)
- Birger Dahlerus, imprenditore e diplomatico svedese (Stoccolma, n. 1891 - Stoccolma, † 1957)
- Johan Eliasch, imprenditore e dirigente sportivo svedese (Djursholm, n. 1962)

## Incisori(1)
- Johan Peter Aagaard, incisore danese (Odense, n. 1818 - Copenaghen, † 1879)

## Indologi(1)
- Frits Staal, indologo e filosofo olandese (Amsterdam, n. 1930 - Chiang Mai, † 2012)

## Informatici(1)
- Johan Helsingius, informatico finlandese (Helsinki, n. 1961)

## Ingegneri(1)
- Johan August Brinell, ingegnere svedese (Bringetofta, n. 1849 - Stoccolma, † 1925)

## Inventori(1)
- Johan Vaaler, inventore norvegese (Aurskog-Høland, n. 1866 - Oslo, † 1910)

## Lottatori(5)
- Johan Eurén, lottatore svedese (Partille, n. 1985)
- Johan Olin, lottatore finlandese (Vihti, n. 1883 - Ingå, † 1928)
- Johan Richthoff, lottatore svedese (Limhamn, n. 1898 - Limhamn, † 1983)
- Rudolf Svensson, lottatore svedese (Gudhem, n. 1899 - Stoccolma, † 1978)
- Verner Weckman, lottatore finlandese (Loviisa, n. 1882 - Helsinki, † 1968)

## Maratoneti(1)
- Johan Nyström, maratoneta svedese (Upplands-Bro, n. 1874 - Tierp, † 1968)

## Matematici(2)
- Johan Jacob Ferguson, matematico olandese (L'Aia, n. 1630 - Amsterdam, † 1691)
- Johan Jensen, matematico e ingegnere danese (Nakskov, n. 1859 - Copenaghen, † 1925)

## Medici(2)
- Johan Jacob Döbelius, medico tedesco (Rostock, n. 1674 - Lund, † 1743)
- Johan Rode, medico e umanista danese (Copenaghen, n. 1587 - Padova, † 1659)

## Mercanti(2)
- Constantin Brun, mercante e diplomatico tedesco (Rostock, n. 1746 - Copenaghen, † 1835)
- Johan Palmstruch, mercante olandese (Riga, n. 1611 - Stoccolma, † 1671)

## Mezzofondisti(3)
- Johan Botha, ex mezzofondista sudafricano (n. 1974)
- Johan Cronje, mezzofondista sudafricano (Bloemfontein, n. 1982)
- John Svanberg, mezzofondista e maratoneta svedese (Stoccolma, n. 1881 - Brooklyn, † 1957)

## Militari(6)
- Johan Banér, militare svedese (Djursholm, n. 1596 - Halberstadt, † 1641)
- Johan Casimir Ehrnrooth, militare e politico russo (Nastola, n. 1833 - Helsinki, † 1913)
- Johann Wenzel von Gallas, militare e diplomatico austriaco (Königgrätz, n. 1669 - Napoli, † 1719)
- Johan Peter Koch, ufficiale e esploratore danese (Vestenskov, n. 1870 - Copenaghen, † 1928)
- Johan August Sandels, militare e politico svedese (Stoccolma, n. 1764 - † 1831)
- Johan Christopher Toll, militare e diplomatico svedese (Mölleröd, n. 1743 - Stoccolma, † 1817)

## Musicisti(1)
- Johan Larsson, musicista svedese (Göteborg, n. 1974)

## Nuotatori(3)
- Johan Bontekoe, nuotatore olandese (Assen, n. 1943 - Amsterdam, † 2006)
- George Cortlever, nuotatore e pallanuotista olandese (Amsterdam, n. 1885 - Amsterdam, † 1972)
- Johan Kenkhuis, nuotatore olandese (Vriezenveen, n. 1980)

## Pallamanisti(2)
- Johan Jakobsson, ex pallamanista svedese (Göteborg, n. 1987)
- Johan Sjöstrand, ex pallamanista svedese (Skövde, n. 1987)

## Pallanuotisti(3)
- Hans Muller, pallanuotista olandese (Amsterdam, n. 1937 - Utrecht, † 2015)
- Johan Rühl, pallanuotista olandese (Amsterdam, n. 1885 - Hilversum, † 1972)
- Johan Van Den Steen, pallanuotista belga (Terneuzen, n. 1929 - Terneuzen, † 1996)

## Partigiani(1)
- Han Stijkel, partigiano olandese (Rotterdam, n. 1911 - Berlino-Tegel, † 1943)

## Pastori protestanti(1)
- Johan Maurits Mohr, pastore protestante e astronomo tedesco (Eppingen, n. 1716 - Giacarta, † 1775)

## Pattinatori artistici su ghiaccio(1)
- Johan Lefstad, pattinatore artistico su ghiaccio norvegese (n. 1870 - † 1948)

## Pattinatori di velocità su ghiaccio(1)
- Sigvard Ericsson, pattinatore di velocità su ghiaccio svedese (Alanäs, n. 1930 - Östersund, † 2019)

## Pentatleti(1)
- Johan Oxenstierna, pentatleta svedese (Stoccolma, n. 1899 - Täby, † 1995)

## Piloti automobilistici(2)
- Boy Hayje, pilota automobilistico olandese (Amsterdam, n. 1949)
- Johan Kristoffersson, pilota automobilistico e pilota di rally svedese (Arvika, n. 1988)

## Piloti motociclistici(1)
- Johan Stigefelt, pilota motociclistico svedese (Anderstorp, n. 1976)

## Pionieri dell'aviazione(1)
- Johan Nicolaas Block, pioniere dell'aviazione e imprenditore olandese (Amsterdam, n. 1929 - Amsterdam, † 1994)

## Pittori(12)
- Johan Christian Dahl, pittore norvegese (Bergen, n. 1788 - Dresda, † 1857)
- Johan Fredrik Eckersberg, pittore norvegese (Drammen, n. 1822 - Sandviken, † 1870)
- Johan Vilhelm Gertner, pittore danese (Copenaghen, n. 1818 - Copenaghen, † 1871)
- Johan Barthold Jongkind, pittore olandese (Lattrop, n. 1819 - La Côte-Saint-André, † 1891)
- Julius Kronberg, pittore svedese (Karlskrona, n. 1850 - Stoccolma, † 1921)
- Johan Thomas Lundbye, pittore danese (Kalundborg, n. 1818 - Flensburgo, † 1848)
- August Malmström, pittore e illustratore svedese (n. 1829 - † 1901)
- Johannes Moreelse, pittore olandese (Utrecht, n. 1603 - Utrecht, † 1634)
- Johan Richter, pittore svedese (Stoccolma, n. 1665 - Venezia, † 1745)
- Johan Sylvius, pittore svedese (Stoccolma, n. 1620 - Stoccolma, † 1695)
- Carl Wahlbom, pittore svedese (Kalmar, n. 1810 - Londra, † 1858)
- Johan Hendrik Weissenbruch, pittore olandese (L'Aia, n. 1824 - L'Aia, † 1903)

## Poeti(3)
- Johan van Heemskerk, poeta e avvocato olandese (Amsterdam, n. 1597 - Amsterdam, † 1656)
- Johan Ludvig Heiberg, poeta danese (Copenaghen, n. 1791 - Ringsted, † 1860)
- Johan Sebastian Welhaven, poeta norvegese (Bergen, n. 1807 - Oslo, † 1873)

## Politici(26)
- Gustaf Åkerhielm, politico svedese (Klara, n. 1833 - Stoccolma, † 1900)
- Johan Willem Beyen, politico olandese (Utrecht, n. 1897 - L'Aia, † 1976)
- Johan van der Burg, politico olandese (Delft - † 1640)
- Johan Henrik Deuntzer, politico danese (Copenaghen, n. 1845 - Charlottenlund, † 1918)
- Johan Ferrier, politico surinamese (Paramaribo, n. 1910 - Oegstgeest, † 2010)
- Johan Gyllenstierna, politico svedese (n. 1635 - † 1680)
- Johan Ludvig Holstein-Ledreborg, politico danese (Lübz, n. 1694 - Copenaghen, † 1763)
- Ludvig Holstein-Ledreborg, politico danese (Remseck am Neckar, n. 1839 - Ledreborg, † 1912)
- Johan Andresen, politico norvegese (Oslo, n. 1888 - † 1953)
- Johan Sigismund von Mösting, politico e economista danese (Møn, n. 1759 - Copenaghen, † 1843)
- Johan Ludwig Mowinckel, politico norvegese (Bergen, n. 1870 - New York, † 1943)
- Johan Nygaardsvold, politico norvegese (Hommelvik, n. 1879 - Trondheim, † 1952)
- Johan van Oldenbarnevelt, politico olandese (Amersfoort, n. 1547 - L'Aia, † 1619)
- Johan Ramstedt, politico svedese (Stoccolma, n. 1852 - † 1935)
- Jukka Rangell, politico e economista finlandese (Hauho, n. 1894 - Helsinki, † 1982)
- Johan Willem Ripperda, politico, diplomatico e avventuriero fiammingo (Oldehove, n. 1684 - Tétouan, † 1737)
- Johan Sauwens, politico belga (Sint-Truiden, n. 1951)
- Johan Skytte, politico svedese (Nyköping, n. 1577 - Söderåkra, † 1645)
- Johan Vilhelm Snellman, politico e filosofo finlandese (Stoccolma, n. 1806 - Kirkkonummi, † 1881)
- Juho Sunila, politico finlandese (Liminka, n. 1875 - Helsinki, † 1936)
- Johan Sverdrup, politico norvegese (Tønsberg, n. 1816 - Oslo, † 1892)
- Johan Rudolph Thorbecke, politico olandese (Zwolle, n. 1798 - L'Aia, † 1872)
- Johan Van Overtveldt, politico, giornalista e editore belga (Mortsel, n. 1955)
- Johan Vande Lanotte, politico belga (Poperinge, n. 1955)
- Jo Vandeurzen, politico belga (Heusden-Zolder, n. 1958)
- Johan de Witt, politico e matematico olandese (Dordrecht, n. 1625 - L'Aia, † 1672)

## Presbiteri(2)
- Johan Georg Huber, presbitero svedese (n. 1820 - † 1886)
- Johan Ludvig Runeberg, prete, poeta e scrittore finlandese (Jakobstad, n. 1804 - Porvoo, † 1877)

## Registi(1)
- Johan Jacobsen, regista, sceneggiatore e produttore cinematografico danese (Aarhus, n. 1912 - Copenaghen, † 1972)

## Religiosi(1)
- Johan Picardt, religioso e medico tedesco (Bad Bentheim, n. 1600 - Coevorden, † 1670)

## Rivoluzionari(1)
- Johann Philipp Becker, rivoluzionario tedesco (Frankenthal, n. 1809 - Ginevra, † 1886)

## Rugbisti a 15(2)
- Rassie Erasmus, ex rugbista a 15 e allenatore di rugby a 15 sudafricano (Port Elizabeth, n. 1972)
- Johan Meyer, rugbista a 15 sudafricano (Port Elizabeth, n. 1993)

## Saltatori con gli sci(2)
- Johan Remen Evensen, ex saltatore con gli sci norvegese (Hadsel, n. 1985)
- Johan Sætre, ex saltatore con gli sci norvegese (Trysil, n. 1952)

## Sceneggiatori(1)
- Johan Nijenhuis, sceneggiatore, regista e produttore cinematografico olandese (Markelo, n. 1968)

## Schermidori(2)
- Jakob Erckrath de Bary, schermidore tedesco (n. 1864 - † 1938)
- Johan Harmenberg, ex schermidore svedese (Stoccolma, n. 1954)

## Sciatori alpini(5)
- Johan Clarey, ex sciatore alpino francese (Annecy, n. 1981)
- Johan Hagberg, ex sciatore alpino svedese (n. 1999)
- Johan Pietilä Holmner, ex sciatore alpino svedese (n. 1991)
- Johan Silfält, ex sciatore alpino svedese (n. 1996)
- Johan Öhagen, ex sciatore alpino svedese (n. 1987)

## Sciatori freestyle(1)
- Johan Berg, sciatore freestyle norvegese (n. 1995)

## Sciatori nordici(1)
- Johan Grøttumsbråten, sciatore nordico norvegese (Oslo, n. 1899 - Oslo, † 1983)

## Scrittori(6)
- Johan Bojer, scrittore norvegese (Orkdalsøra, n. 1872 - Gudbrandsdal, † 1959)
- Johan Borgen, scrittore, giornalista e critico letterario norvegese (n. 1902 - † 1979)
- Johan Falkberget, scrittore norvegese (Røros, n. 1879 - Røros, † 1967)
- Johan Harstad, scrittore norvegese (Stavanger, n. 1979)
- Johan Henric Kellgren, scrittore svedese (Floby, n. 1751 - Stoccolma, † 1795)
- Johan Theorin, scrittore e giornalista svedese (Göteborg, n. 1963)

## Scultori(3)
- Johan Axel Gustaf Acke, scultore, pittore e progettista svedese (Stoccolma, n. 1859 - Vaxholm, † 1924)
- Johan Niclas Byström, scultore svedese (Filipstad, n. 1783 - Roma, † 1848)
- Johan Tobias Sergel, scultore svedese (Stoccolma, n. 1740 - Stoccolma, † 1814)

## Sociologi(1)
- Johan Galtung, sociologo e matematico norvegese (Oslo, n. 1930 - Bærum, † 2024)

## Storici(2)
- Johan Huizinga, storico e linguista olandese (Groninga, n. 1872 - Arnhem, † 1945)
- Johannes Isacius Pontanus, storiografo danese (n. 1571 - Harderwijk, † 1639)

## Tennisti(6)
- Johan Anderson, ex tennista australiano (Västerås, n. 1971)
- Johan Brunström, ex tennista svedese (Fiskebäckskil, n. 1980)
- Johan Carlsson, ex tennista svedese (Linköping, n. 1966)
- Carl Kempe, tennista svedese (Stoccolma, n. 1884 - Enköping, † 1967)
- Johan Kriek, ex tennista sudafricano (Pongola, n. 1958)
- Johan Landsberg, ex tennista svedese (Stoccolma, n. 1974)

## Teologi(4)
- Johan Magnus Almqvist, teologo svedese (Stoccolma, n. 1799 - † 1873)
- Johan Sinnich, teologo irlandese (Cork, n. 1613 - Lovanio, † 1668)
- Johann Adam Steinmetz, teologo tedesco (Groß-Kniegnitz, n. 1689 - Prester, † 1762)
- Johann Jacob Zimmermann, teologo, astronomo e scrittore tedesco (Vaihingen an der Enz, n. 1644 - Rotterdam, † 1693)

## Tiratori a segno(2)
- Hübner von Holst, tiratore a segno svedese (Stoccolma, n. 1881 - Stoccolma, † 1945)
- Arvid Knöppel, tiratore a segno svedese (Stoccolma, n. 1867 - Bad Nauheim, † 1925)

## Tiratori di fune(2)
- Johan Edman, tiratore di fune svedese (Långserud, n. 1875 - Norra Ny, † 1927)
- Anton Gustafsson, tiratore di fune svedese (Stoccolma, n. 1877 - † 1943)

## Trovatori(16)
- Johan Airas, trovatore portoghese
- Johan Baveca, trovatore spagnolo
- Johan Blanch, trovatore spagnolo
- Johan Fernandez de Ardeleiro, trovatore spagnolo
- Johan, trovatore spagnolo
- Johan Mendiz de Briteiros, trovatore portoghese
- Johan Romeu, trovatore spagnolo (Lugo)
- Johan Servando, trovatore spagnolo
- Johan Soairez Somesso, trovatore portoghese
- Johan Soarez Coelho, trovatore portoghese
- Johan Vasquiz de Talaveira, trovatore spagnolo
- Johan Velho de Pedrogaez, trovatore portoghese
- Johan Perez de Avoin, trovatore portoghese (Aboim da Nóbrega, n. 1228 - † 1287)
- Johan de Cangas, trovatore spagnolo
- Johan de Gaia, trovatore portoghese
- Johan de Requeixo, trovatore spagnolo

## Velisti(5)
- Johan Anker, velista norvegese (Berg, n. 1871 - Halden, † 1940)
- Joop Carp, velista olandese (Comal, n. 1897 - Johannesburg, † 1962)
- Johan Ferner, velista norvegese (Asker, n. 1927 - Oslo, † 2015)
- Harald Wallin, velista svedese (n. 1887 - † 1946)
- Herbert Westermark, velista svedese (Stoccolma, n. 1891 - Stoccolma, † 1981)

## Velocisti(3)
- Bertil von Wachenfeldt, velocista svedese (Storvik, n. 1909 - Göteborg, † 1995)
- Isaac Westergren, velocista svedese (Gävle, n. 1875 - Leksand, † 1950)
- Johan Wissman, velocista svedese (Helsingborg, n. 1982)

## Vescovi cattolici(1)
- Johan Jozef Bonny, vescovo cattolico belga (Ostenda, n. 1955)

## Viaggiatori(1)
- Johan Nieuhof, viaggiatore, esploratore e disegnatore olandese (Uelsen, n. 1618 - Madagascar, † 1672)

## Zoologi(1)
- Johan Wilhelm Zetterstedt, zoologo, entomologo e botanico svedese (Mjölby, n. 1785 - Lund, † 1874)

## Senza attività specificata(2)
- Johan Persson, ex ballerino e fotografo svedese (n. 1971)
- Giovanni Vasa, duca svedese (Uppsala, n. 1589 - Norrköping, † 1618)